# Ceccano

Locatie gemeente in provincie

Ceccano is een gemeente in de Italiaanse provincie Frosinone (regio Latium) en telt 22.469 inwoners (31-12-2004). De oppervlakte bedraagt 60,5 km², de bevolkingsdichtheid is 371 inwoners per km². In de oudheid heette de stad Fabrateria Vetus.

## Demografie
Ceccano telt ongeveer 8299 huishoudens. Het aantal inwoners steeg in de periode 1991-2001 met 1,0% volgens cijfers uit de tienjaarlijkse volkstellingen van ISTAT.
| Jaar | Inwoneraantal |
| ---- | ------------- |
| 1991 | 22.121        |
| 2001 | 22.334        |

## Geografie
De gemeente ligt op ongeveer 200 m boven zeeniveau.
Ceccano grenst aan de volgende gemeenten: Arnara, Castro dei Volsci, Frosinone, Giuliano di Roma, Patrica, Pofi, Villa Santo Stefano.

## Externe link

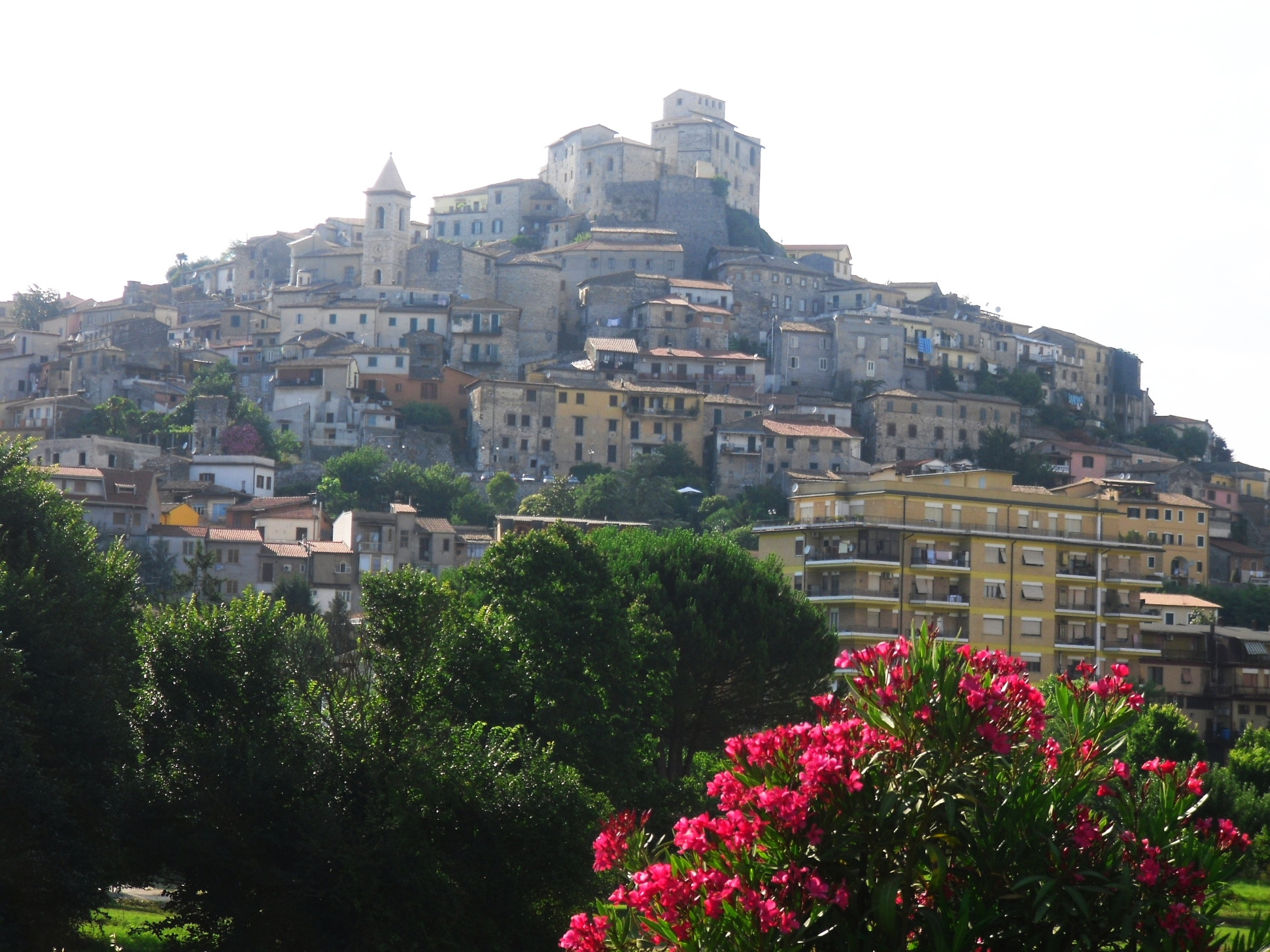